# كارين ريتش
كارين ريتش (بالألمانية: Karin Reich)‏ هي مؤرخة الرياضيات ورياضياتية ألمانية، ولدت في 13 أكتوبر 1941 في ميونخ في ألمانيا.